# Purugupta
Purugupta, död 473, var en indisk monark. Han var regerande monark av Guptariket mellan 467 och 473.